# Nadhmi Al-Nasr
Nadhmi A. Al-Nasr (arabe : نظمي النصر) est l'ancien PDG du projet Neom de 2018 à 2024 et l'ancien vice-président exécutif pour l'administration et les finances de l'Université des sciences et technologies du Roi Abdallah et occupe ce poste depuis 2008. La gestion du projet NEOM par Nasr a suscité la controverse, d'anciens employés dénonçant des conditions de travail abusives.

## Biographie

### Jeunesse
Né en 1956 à Saihat, il a assuré l'intérim de l'université en 2006, alors qu'elle était encore à ses balbutiements.

### Carrière
En août 2018, il est nommé PDG du projet Neom.
Nadhmi a été présenté par Cityscape Intelligence parmi les personnes les plus influentes du secteur immobilier de la région MENA.
Le 12 novembre 2024, il a été remplacé par le nouveau PDG Aiman Al-Mudaifer à la suite de mauvais comportements, d'incertitudes et de décès de travailleurs.

## Controverse
Le Wall Street Journal a affirmé que des dizaines d'employés expatriés avaient quitté le projet à cause de la gestion de Nadhmi Al-Nasr. Le gouvernement saoudien a refusé de commenter, tandis que Neom a refusé de mettre Nadhmi à disposition pour des réponses ou des demandes d'interview. Cependant, Neom a publié une déclaration écrite pour défendre Nasr et la culture de gestion.